# Grammodes caeca
Grammodes caeca là một loài bướm đêm trong họ Erebidae.